# MHPArena
 Denne artikel omhandler et stadion i den tyske by Stuttgart. Opslagsordet har også en anden betydning, se MHPArena (Ludwigsburg).
MHPArena er et stadion i den tyske by Stuttgart, der til daglig er hjemmebane for de lokale fodboldhold VfB Stuttgart. Stadionet er navngivet efter stifteren af Mercedes-Benz Gottlieb Daimler og har en kapacitet på 60.441 tilskuere. Det har ved tidligere været vært for både EM og VM i atletik og lagde græs til VM i fodbold 2006, bl.a. til bronzekampen.
Tilskuerrekord på stadion er 97.553 tilskuere til en fodboldkamp mellem Vesttyskland og Schweiz den 22. november 1950.